# ブルノ・トロリーバス
ブルノ・トロリーバス（チェコ語: Trolejbusová doprava v Brně）は、チェコの都市・ブルノ市内に路線網を有するトロリーバス。チェコのトロリーバスの中で最大の路線網を有しており、2021年現在は路面電車（ブルノ市電）や路線バスと共にブルノ公共交通会社（Dopravní podnik města Brna, a. s.、DPMB）によって運営されている。

## 歴史
ブルノ市内にトロリーバスを建設する計画は1930年代の時点で存在し車両の発注も行われていたが、第二次世界大戦によりこの計画は中止され、戦後に改めて建設計画が立てられ、1949年7月30日に最初の路線が開通した。以降は積極的な延伸が行われ、1954年には近隣都市のシェラパニツェへ向かう路線の延伸も実施された。だが、1960年代はソビエト連邦（ソ連）から安価な石油が輸入可能な事もあり、トロリーバス全体を路線バスへ置き換えることが検討され、実際に一部路線の廃止が行われた。しかし完全な廃止は実現せず、逆に郊外への住宅団地の整備や石油危機による見直しに伴い、1971年に新規路線が開通して以降急速に路線網の拡大が実施され、それに合わせた車庫の増設も行われた。1980年代以降は小規模な延伸が主体となっており、最新の路線は2019年に延伸したジロヴァ（Jírova）方面の区間となっている。

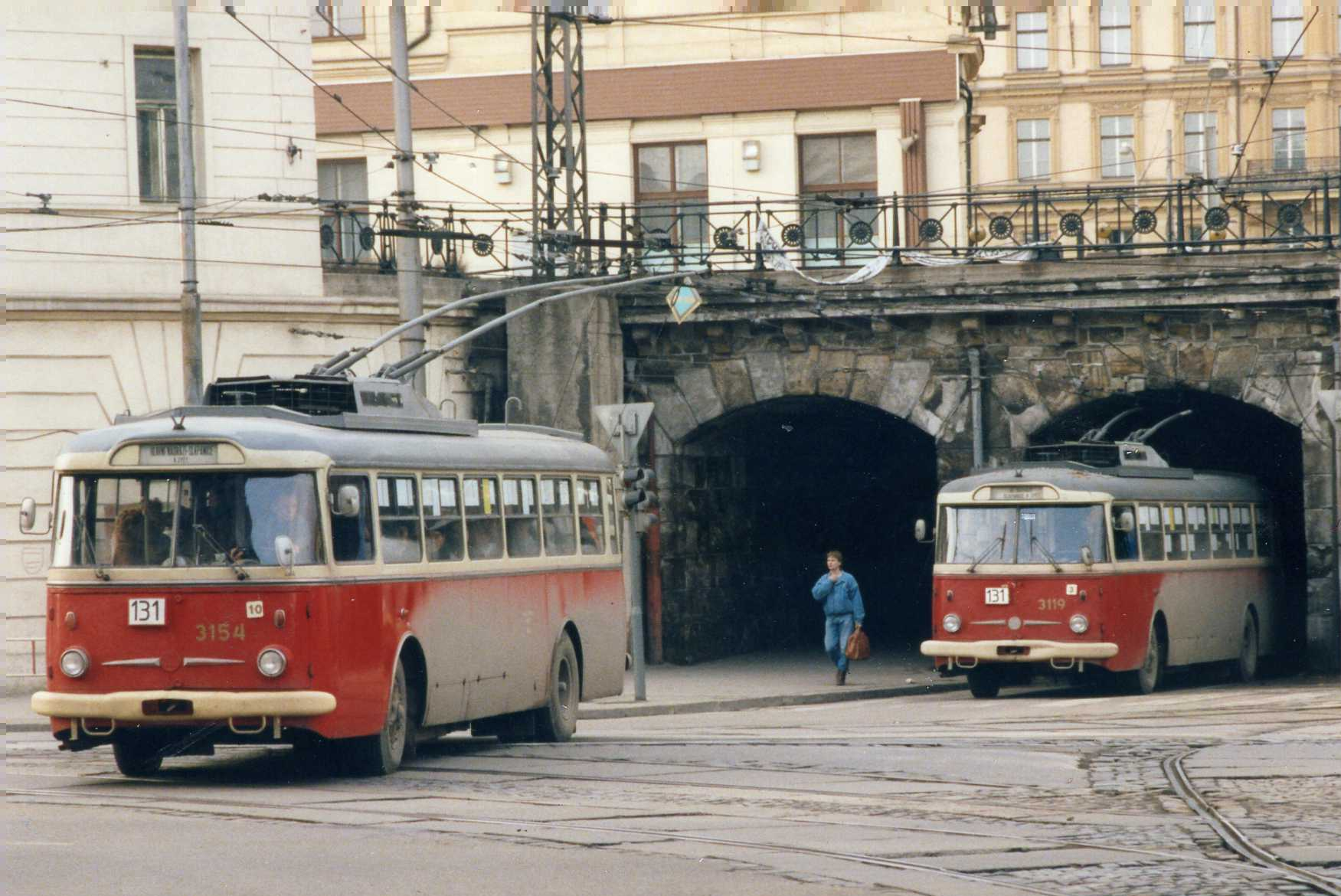
1990年代のトロリーバス（1992年撮影）

## 系統
2021年現在、ブルノ市内には以下のトロリーバス路線が存在している。そのうち31号線と33号線は他の路線と接続していない独立した路線網を有している他、H24号線は後述の動態保存されているトロリーバス車両が運行する観光路線である。
| 系統番号 | 起点             | 終点                  | 備考         |
| -------- | ---------------- | --------------------- | ------------ |
| 25       | Osová            | Jírova                |              |
| 26       | Kamenný vrch     | Jírova                |              |
| 30       | Černého          | Královo Pole, nádraží |              |
| 31       | Hlavní nádraží   | Šlapanice, Kalvodova  |              |
| 32       | Česká            | Srbská                |              |
| 33       | Hlavní nádraží   | Slatina, sídliště     |              |
| 34       | Česká            | Vychodilova           |              |
| 35       | Kamenný vrch     | Barvičova             |              |
| 36       | Česká            | Komín, sídliště       |              |
| 37       | Mendlovo nám.    | Komín, sídliště       |              |
| 37       | Mendlovo nám.    | Univerzitní kampus    |              |
| 38       | Komenského nám.  | Preslova              |              |
| 39       | Komenského nám.  | Barvičova             |              |
| H24      | Mendlovo náměstí | Vozovna Komín         | 動態保存路線 |

## 車両
2021年現在、ブルノ市内のトロリーバスで使用されている車両は以下の通りで、3箇所の車庫に配置されている。これら以外にも、かつて使用されていた車両の一部が博物館等に保存され、動態保存が実施されている車両も存在する。
| 形式                    | 形式                    | 両数 | 備考     |
| ----------------------- | ----------------------- | ---- | -------- |
| シュコダ14Tr            | シュコダ14Tr08/6        | 2両  |          |
| シュコダ14Tr            | シュコダ14Tr14/6        | 2両  |          |
| シュコダ14Tr            | シュコダ14Tr17/6M       | 7両  |          |
| シュコダ14Tr            | シュコダ14TrR           | 3両  |          |
| シュコダ15Tr            | シュコダ15TrM           | 2両  | 連節バス |
| シュコダ21Tr            | シュコダ21Tr            | 49両 |          |
| シュコダ21Tr            | シュコダ21TrAC          | 2両  |          |
| シュコダ22Tr            | シュコダ22Tr            | 8両  | 連節バス |
| シュコダ25Tr イリスバス | シュコダ25Tr イリスバス | 7両  | 連節バス |
| シュコダ26Tr ソラリス   | シュコダ26Tr ソラリス   | 10両 |          |
| シュコダ31Tr SOR        | シュコダ31Tr SOR        | 30両 | 連節バス |

現有車両
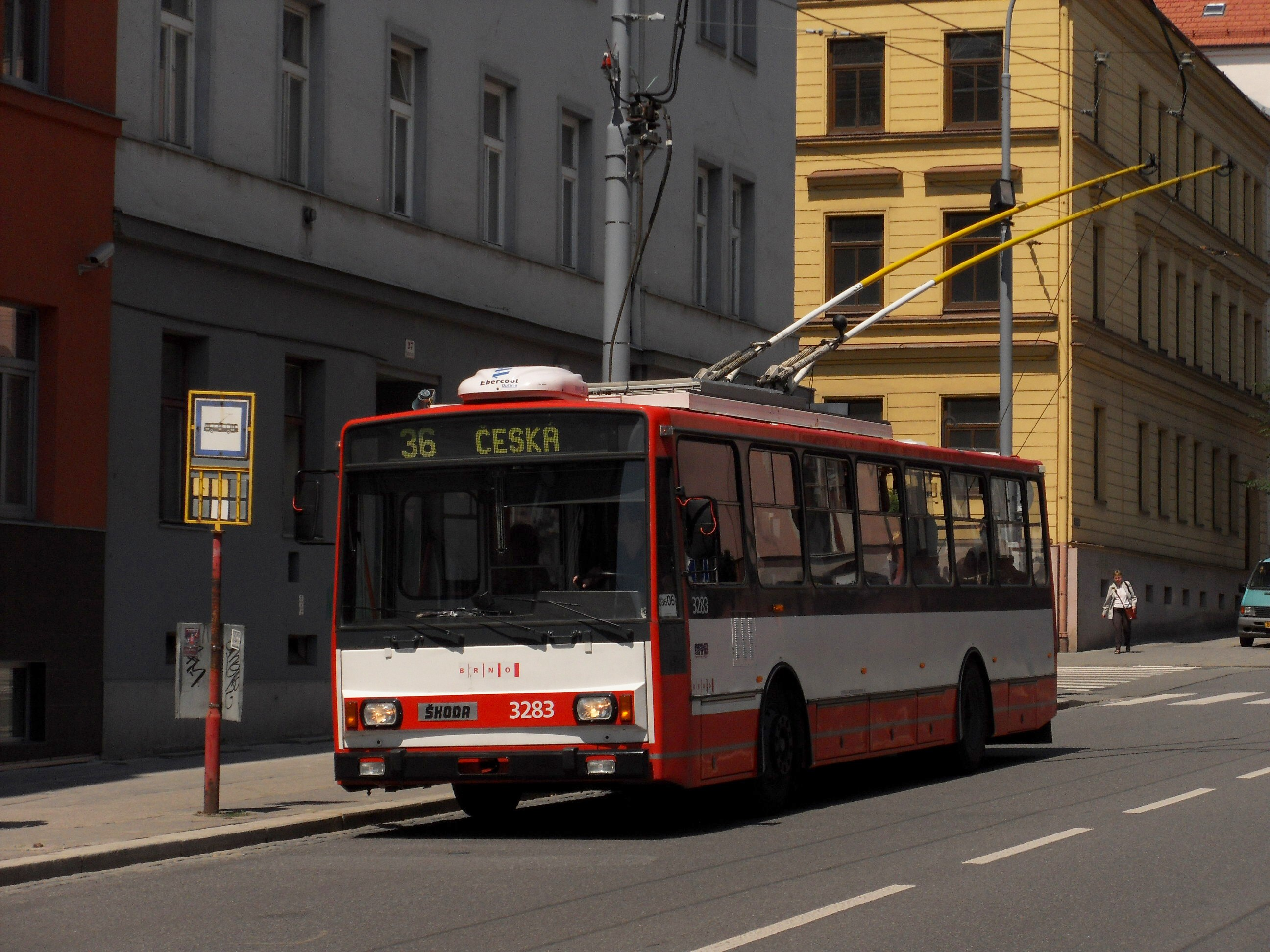
シュコダ14Tr（2011年撮影）
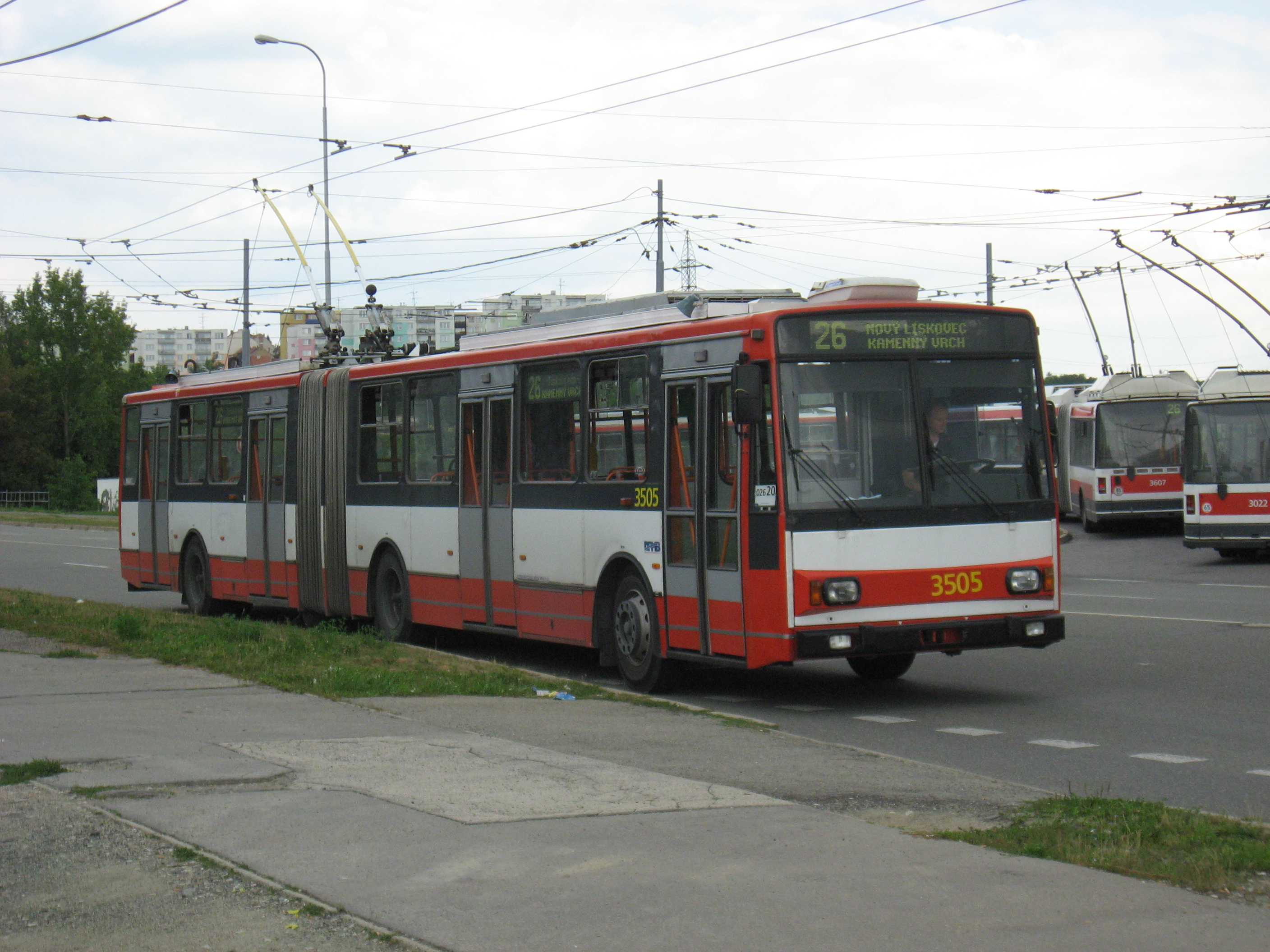
シュコダ15Tr（2009年撮影）
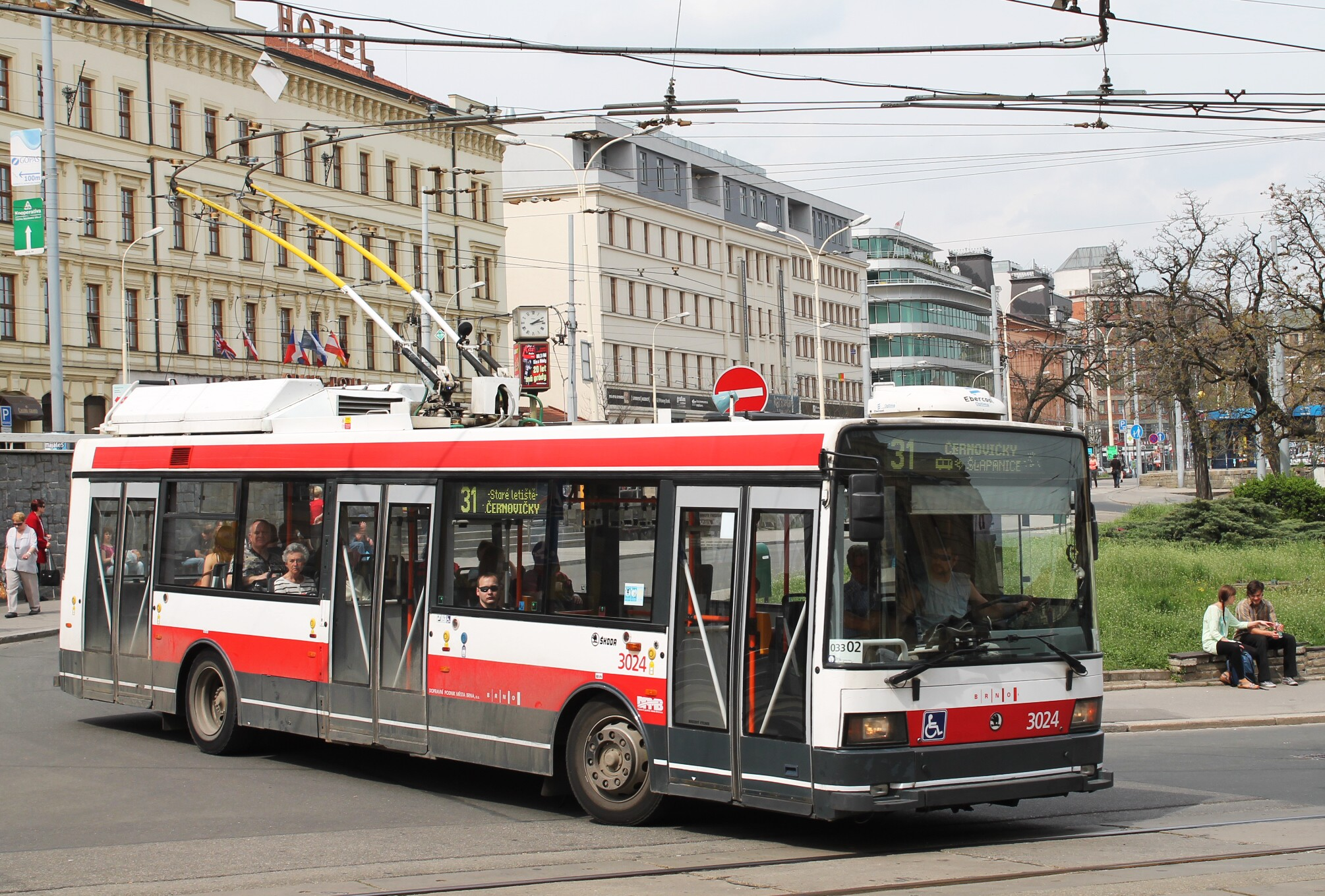
シュコダ21Tr（2013年撮影）
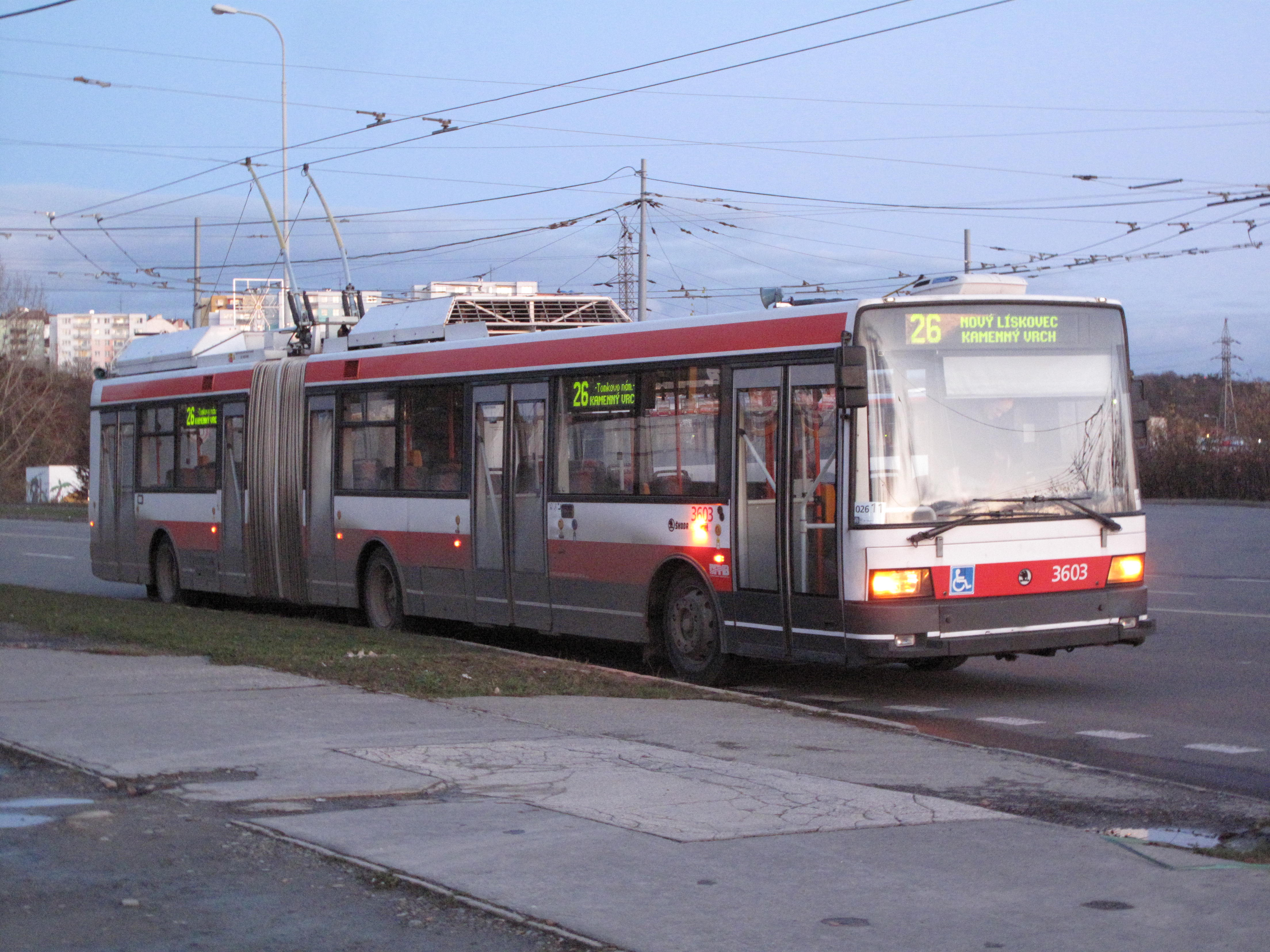
シュコダ22Tr（2009年撮影）
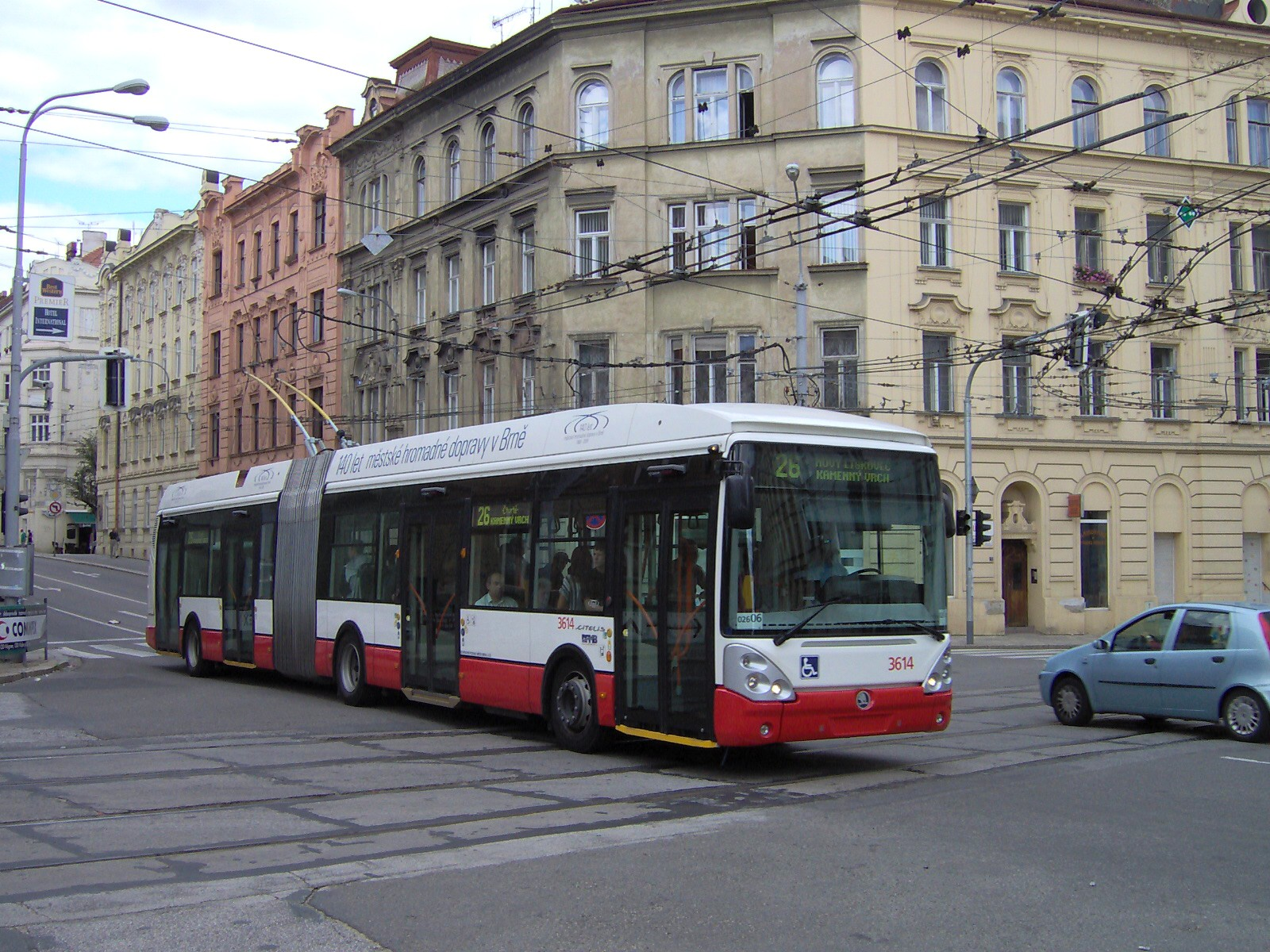
シュコダ25Tr イリスバス（2009年撮影）
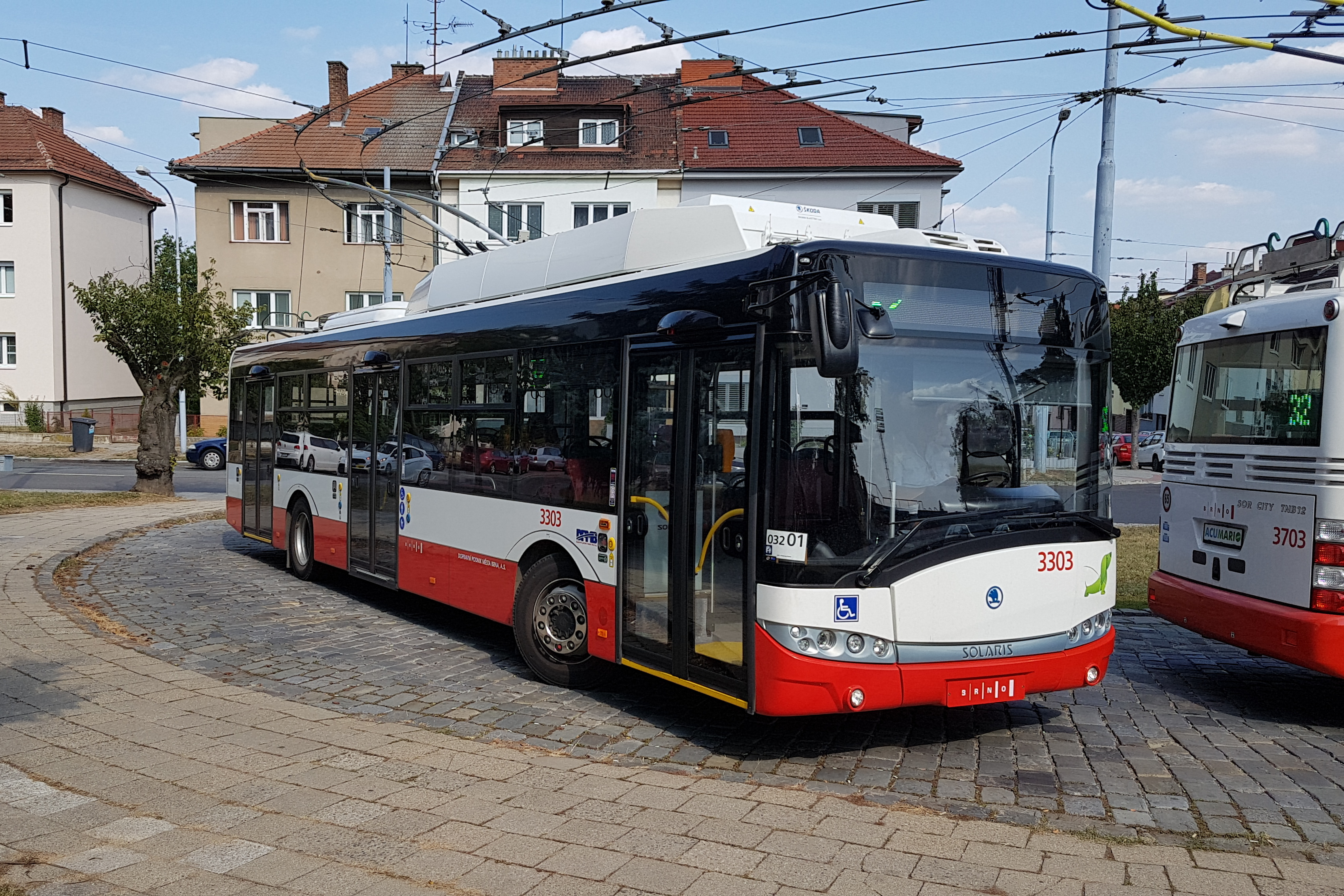
シュコダ26Tr ソラリス（2018年撮影）
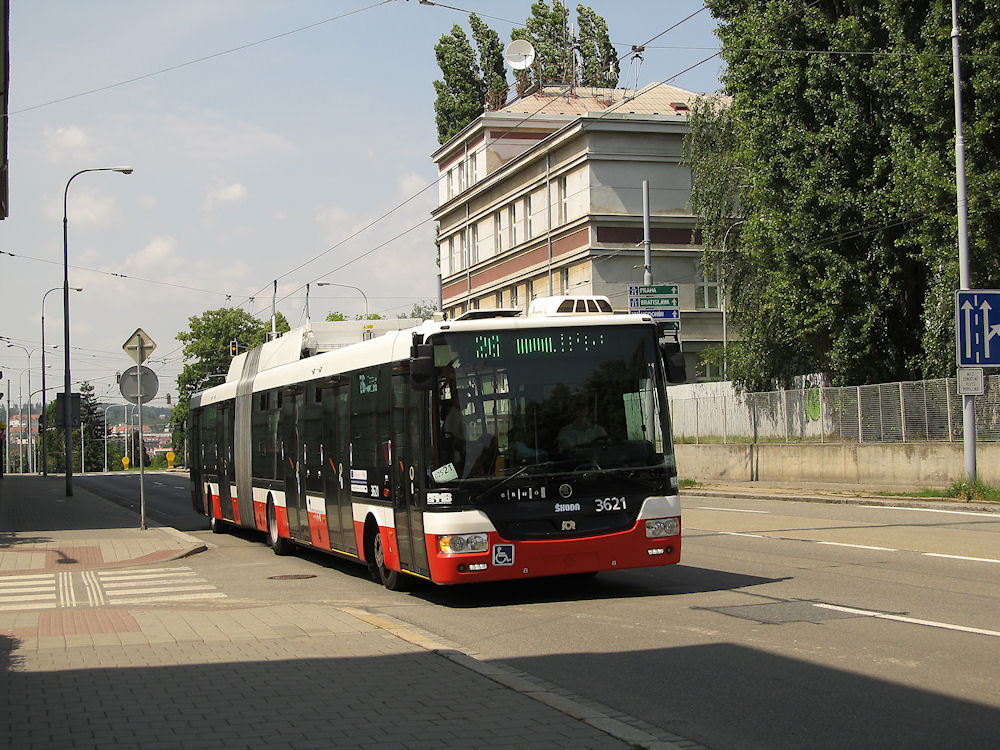
シュコダ31Tr SOR（2018年撮影）

保存車両
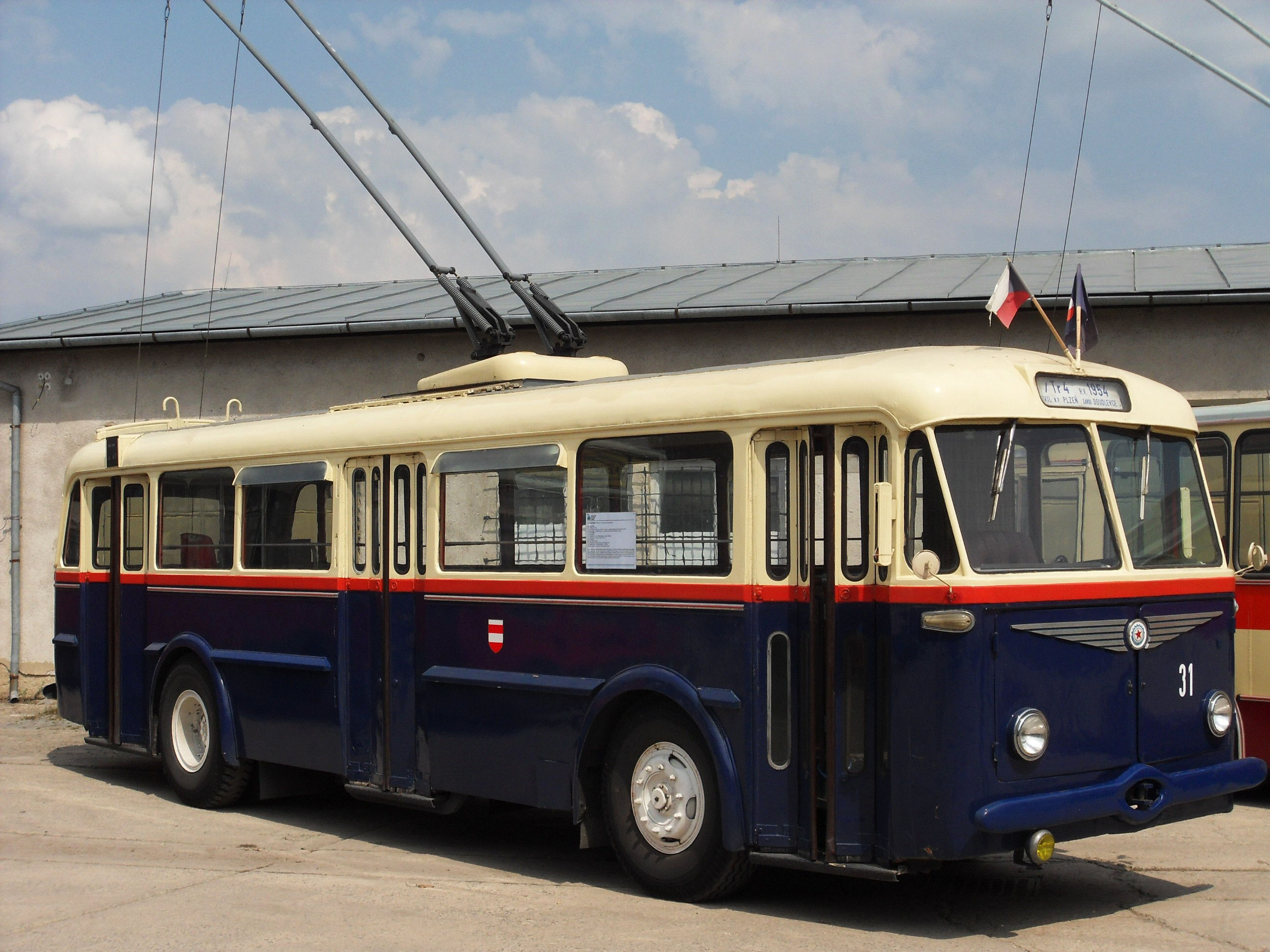
シュコダ7Tr（2011年撮影）
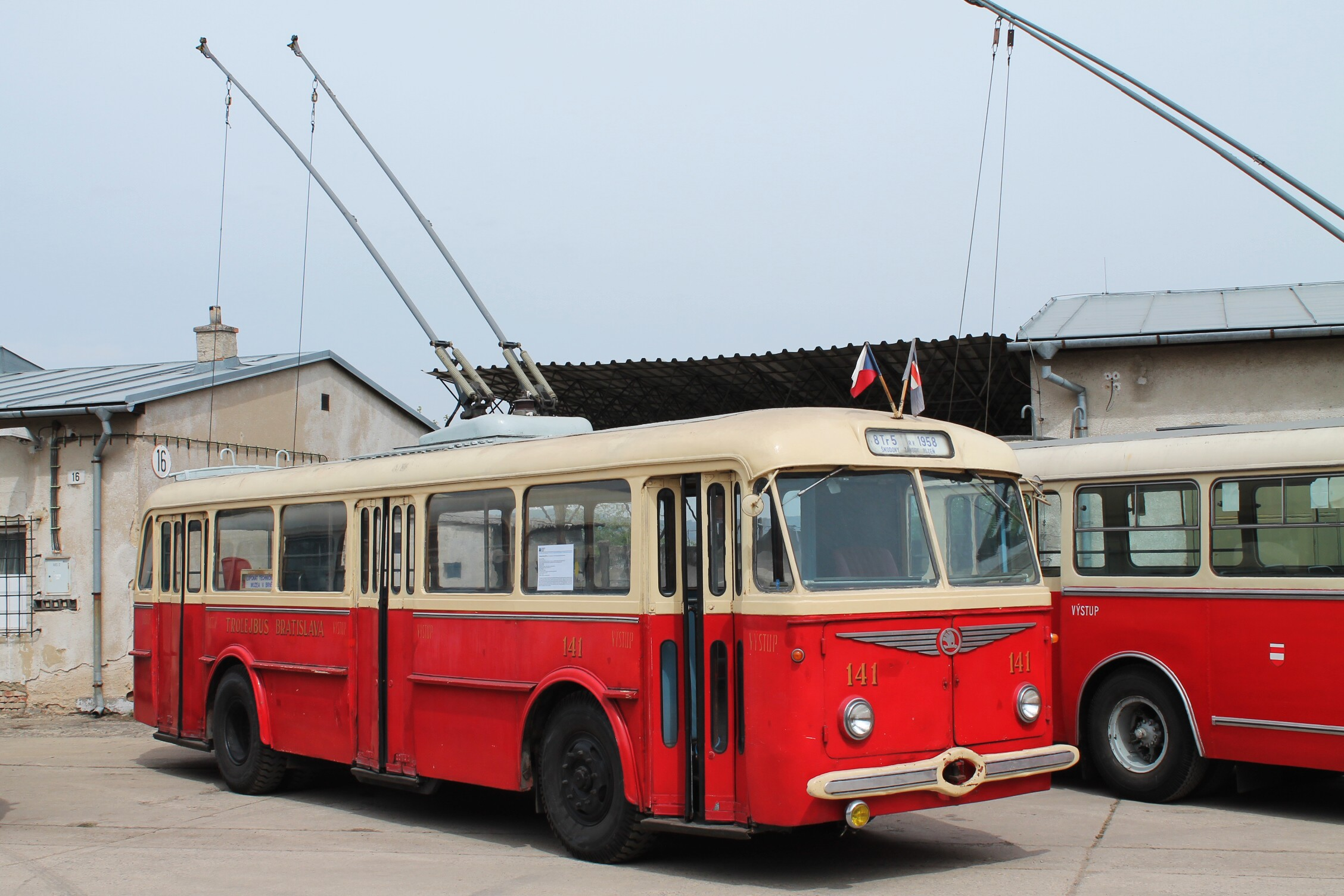
シュコダ8Tr（2013年撮影）
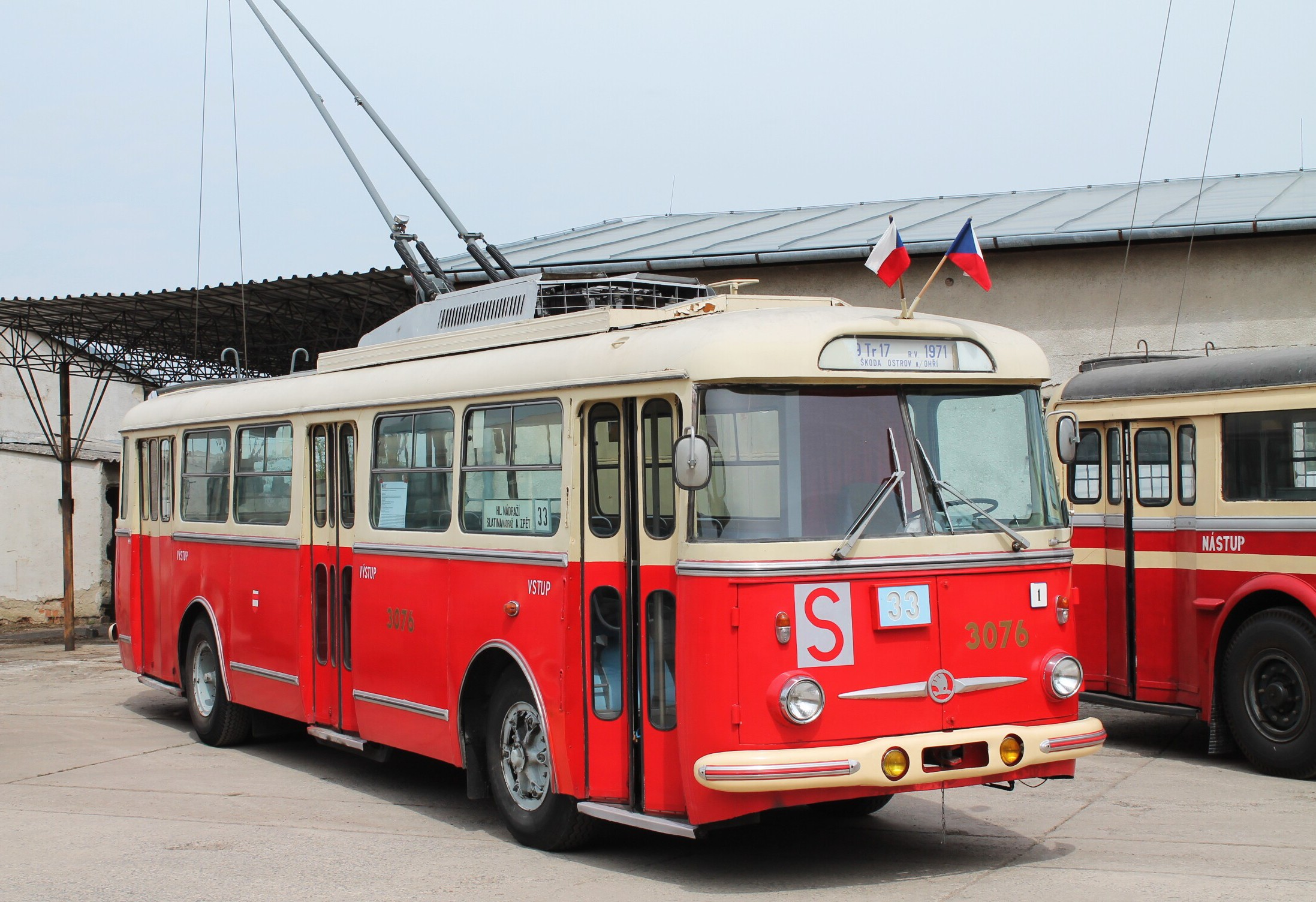
シュコダ9Tr（2013年撮影）
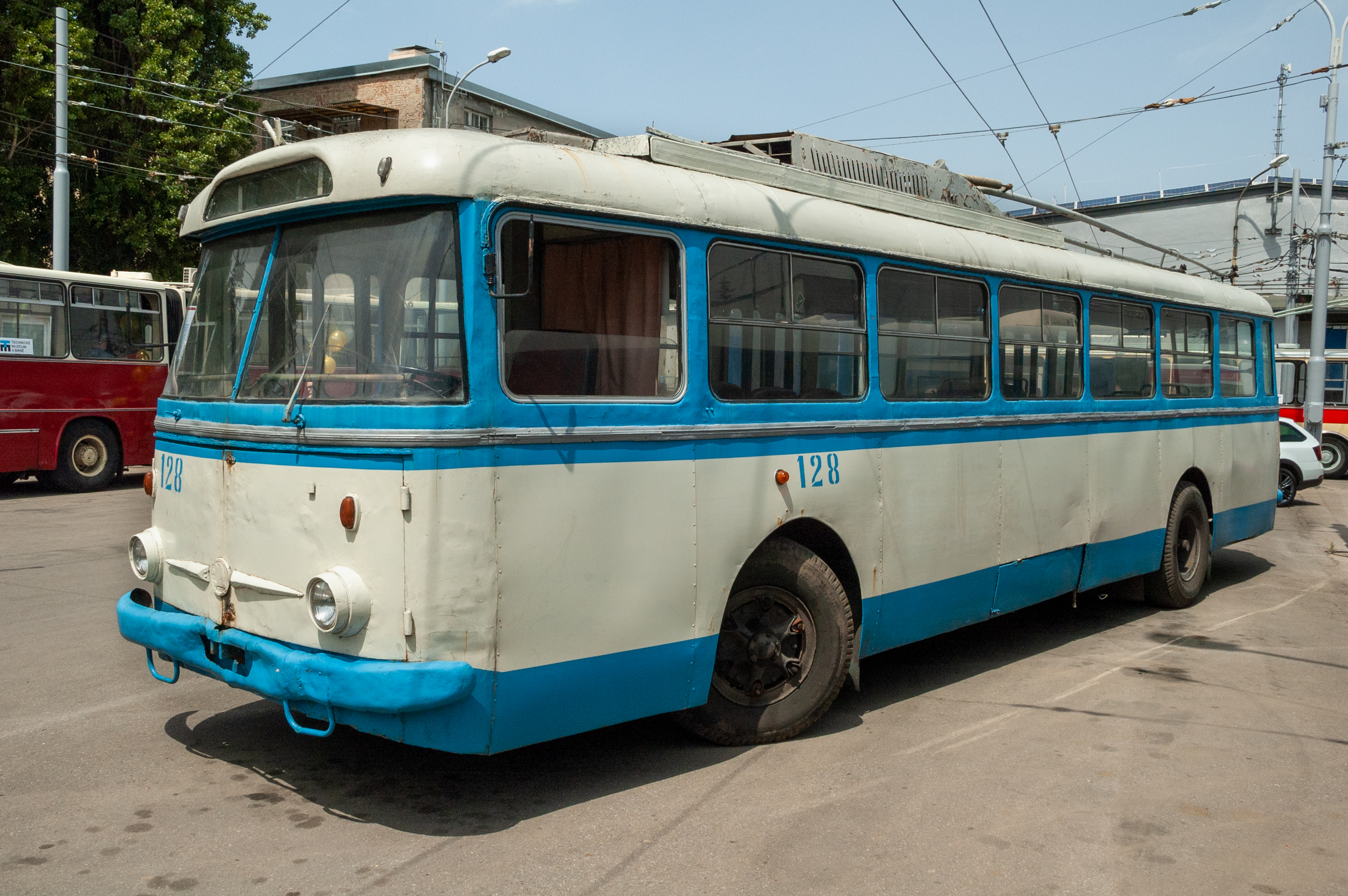
シュコダ9TrHT（2019年撮影）
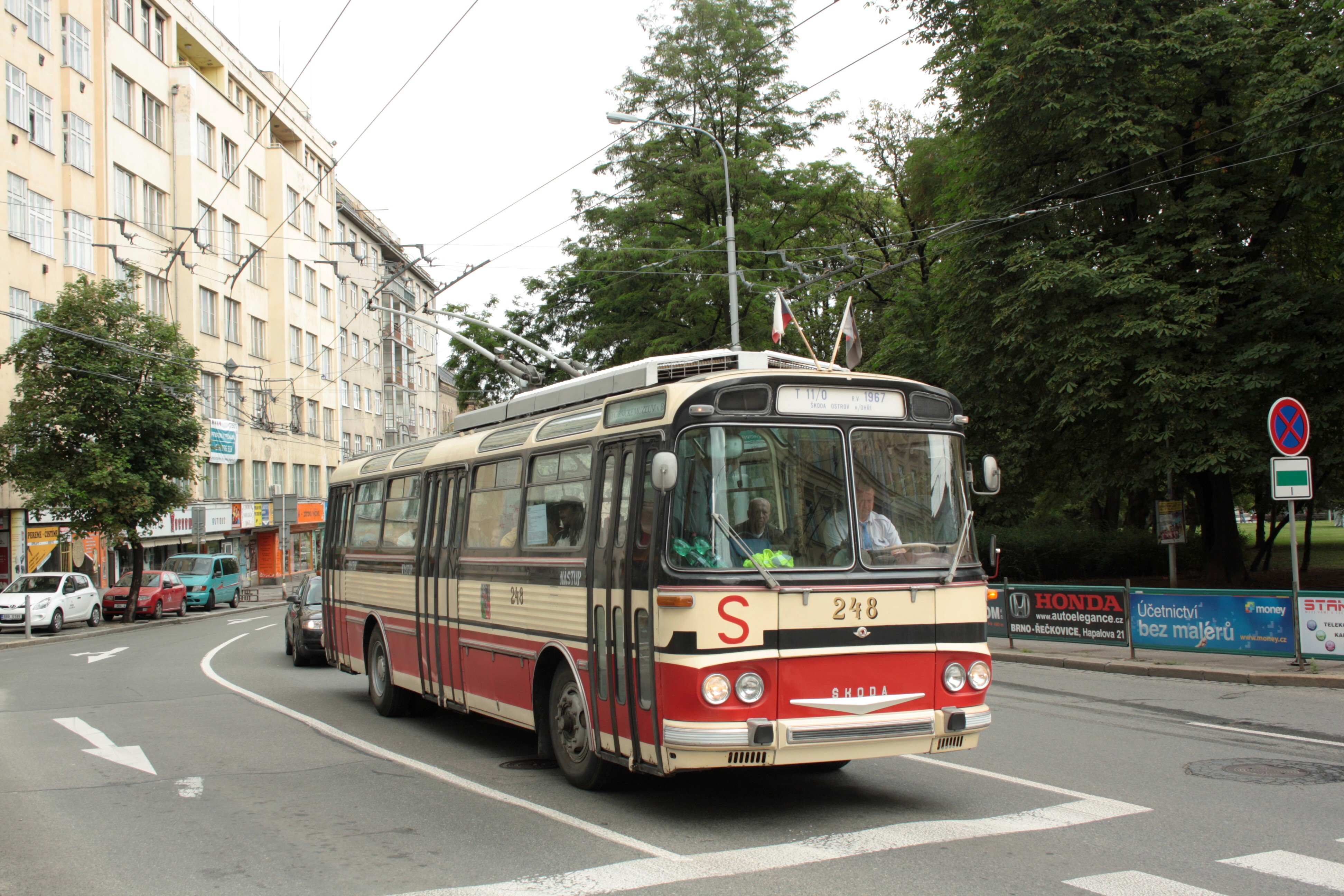
シュコダT11（2012年撮影）